# 계절과 계절 사이
"계절과 계절 사이"는 2019년에 개봉한 대한민국의 영화이다.

## 캐스팅
- 이영진 : 해수 역
- 윤혜리 : 예진 역
- 김영민 : 현우 역
- 오하늬 : 지은 역
- 장진희 : 은재 역
- 정은경

## 같이 보기
- 2019년 대한민국의 영화 목록